# Chintamani Nagesa Ramachandra Rao
Chintamani Nagesa Ramachandra Rao lub C. N. R. Rao (ur. 30 czerwca 1934 w Bangalore) – chemik indyjski.
Zajmuje się głównie chemią ciała stałego i badaniami materiałowymi. Badał tlenki metali przejściowych pod kątem zależności ich charakterystyki – m.in. magnetyzmu, struktury i właściwości powierzchni, nadprzewodnictwa – od struktury chemicznej.

## Studia i tytuły naukowe
Według Notable Names Database:
- BS, University of Mysore (1951)
- MS, Banaras Hindu University (1953)
- PhD, Uniwersytet Purdue (1958)
- DSc, University of Mysore (1961)

## Praca zawodowa
Miejsca pracy według Notable Names Database:
- Indian Institute of Technology Kanpur (1963–1964 – wykładowca, 1964–1976 – profesor
- Indian Institute of Science in Bangalore (1976 – profesor, 1976–1984 – dziekan, 1984– dyrektor)

## Publikacje
Wybór książek według Notable Names Database (NNDB):
- Ultra-Violet and Visible Spectroscopy (1961)
- Chemical Applications of Infrared Spectroscopy (1963)
- New Directions in Solid State Chemistry (1986, współautor: J. Gopalakrishnan)
- Chemical and Structural Aspects of High Temperature Superconductors (1988)
- Bismuth and Thalium Cuprate Superconductors (1989)
- Chemistry of High Temperature Superconductors (1991)
- The Chemistry of Nanomaterials (2004)

## Członkostwo stowarzyszeń naukowych
Wybór według Notable Names Database (NNDB):
- Amerykańskie Towarzystwo Filozoficzne (członek zagraniczny)
- Francuska Akademia Nauk (członek zagraniczny)
- Indyjska Narodowa Akademia Nauk
- Narodowa Akademia Nauk (członek zagraniczny)
- Papieska Akademia Nauk
- Polska Akademia Nauk (członek zagraniczny)[3]
- Towarzystwo Królewskie
- Third World Academy of Sciences (członek założyciel)
- Rosyjska Akademia Nauk (członek zagraniczny)

## Odznaczenia i wyróżnienia
Wybór według Notable Names Database (NNDB):
- Hughes Medal (2000)
- Dan David Prize (2005)
- Legia Honorowa (2005)

Tytuł „doctor honoris causa” przyznało mu 60 uniwersytetów, wśród nich Uniwersytet Wrocławski (31 maja 1989).